# Patriotismo (métro de Mexico)
Patriotismo est une station de la Ligne 9 du métro de Mexico, située au sud de Mexico, au bord des délégations Miguel Hidalgo et Cuauhtémoc.

## La station
La station est ouverte en 1988.
La station tient son nom de l’Avenida Patriotismo dans laquelle il se trouve. Son emblème est le drapeau du Mexique, symbole patriotique.

## Services et accessibilité
La station Patriotismo de la ligne 9 du métro de Mexico est accessible aux personnes handicapées et dispose de services tels que des guichets, des tourniquets et des écrans d'information.